# 烈士陵园站 (石家庄)
烈士陵园站是石家庄地铁1号线的地铁车站，位于中华人民共和国河北省石家庄市桥西区中山西路与师范街交叉口，2017年6月26日开通运营。

## 车站结构
烈士陵园站位于中山西路与师范街交叉口，沿中山西路呈东西向布置，为地下两层岛式站台车站，车站长225.4米，标准段宽19.6米，车站地下一层为站厅层，地下二层为站台层，站台设置全高站台门。
| 地面              | 出入口 | A、C出入口                                                                                                |
| 地下一层          | 站厅   | 客服中心、自动售票机、验票机                                                                              |
| 地下二层          | 站台   | \| \| \| █ 1号线往西王（和平医院） \| \| 島式 · 開左邊车门 \| \| \| \| \| \| █ 1号线往福泽（新百广场） \| |
|                   |        | █ 1号线往西王（和平医院）                                                                                 |
| 島式 · 開左邊车门 |        | |
|                   |        | █ 1号线往福泽（新百广场）                                                                                 |

## 车站出口
烈士陵园站目前开放2个出入口，各出口及周围设施如下所示：
| 出口编号                             | 照片 | 地点             | 可到达目的地                       |
| ------------------------------------ | ---- | ---------------- | ---------------------------------- |
| 出口 · A · 升降机标志 · 扶手电梯标志 |      | 中山西路（北侧） | 华北军区烈士陵园，石家庄市第二医院 |
| 出口 · C · 扶手电梯标志              |      | 中山西路（南侧） | 维明路小学，河北省直机关第八幼儿园 |
| 註： 設有 \| 設有扶手電梯            |      |                  |                                    |

## 接驳交通

### 公交车
- 烈士陵园：1路，325路，326路，旅游5路
- 维明中山路口：1路，6路，11路，30路，34路，78路，93路，96路，317路，325路，326路，344路

## 历史
- 2014年10月13日，车站主体结构封顶[3]。
- 2017年
  - 5月15日，车站通过竣工验收[4]。
  - 6月26日，本站随1号线通车一同开通[1]。
- 2021年1月9日，受新冠疫情影响，车站暂停运营[5]。2月19日，车站恢复运营[6]。
- 2022年8月28日，受新冠疫情影响，车站暂停运营[7]。9月6日，车站恢复运营[8]。